# Varsovienne
Pour les articles homonymes, voir Varsovienne (homonymie).

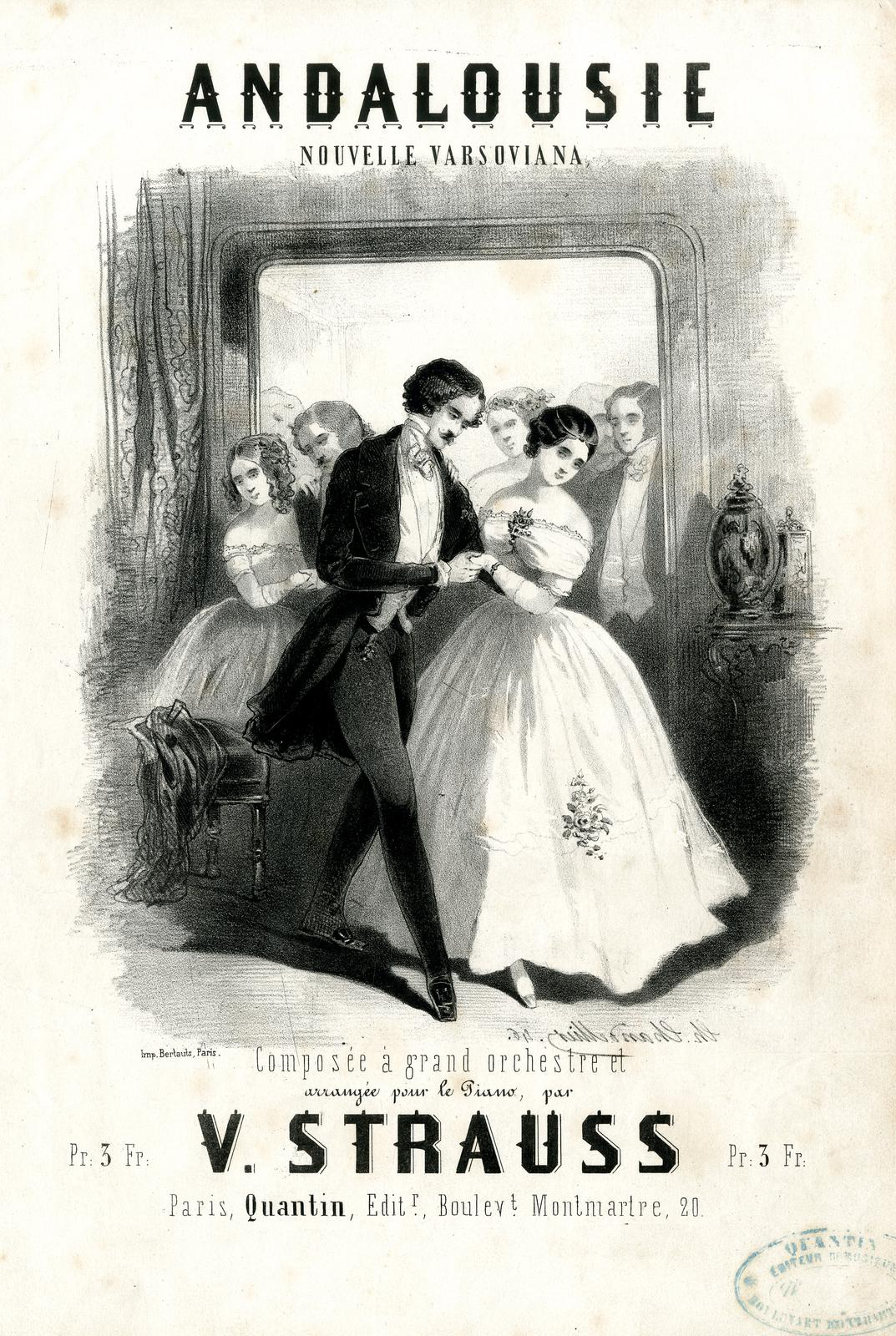
un couple dansant la varsovienne

La varsovienne est une forme particulière de mazurka. C'est une danse de couple en vogue dans les salons parisiens au XIXe siècle, exécutée sur une musique lente à 3 temps. Apparue vers 1850, elle ne semble pas s'être maintenue au-delà de 1870.
Issue d'une danse polonaise, elle a été créée par des maîtres de danse français, en combinant des pas de polka et de mazurka, auxquels ils ajoutèrent des tours de valse.
Selon les régions on la rencontre sous les appellations diverses  de varsoviana, valsevienne ou valse-Vienne (Morvan), portuliana (Catalogne), etc.